# توم أبيل (عالم فلك)
توم أبيل (بالألمانية: Tom Abel؛ بالإنجليزية: Tom Abel) هو عالم فلك ألماني وأمريكي، ولد في 1970 في اشتراوبينغ في ألمانيا.

## وصلات خارجية
- الموقع الرسمي